# Manufacture de Saint-Chamond
La manufacture de Saint-Chamond est une manufacture du XIXe siècle située dans la commune de La Sône dans le département de l'Isère. Elle est labellisée Patrimoine en Isère.